# عیسی مصطفی
عیسی مصطفی (انگلیسی: Isaiah Mustafa؛ زادهٔ ۱۱ فوریهٔ ۱۹۷۴) هنرپیشه و بازیکن فوتبال آمریکایی اهل ایالات متحده آمریکا است. وی از سال ۱۹۹۷ میلادی تاکنون مشغول فعالیت بوده‌است.
از فیلم‌ها یا برنامه‌های تلویزیونی که وی در آن نقش داشته‌است می‌توان به چاک، سه کله‌پوک، جزیره، کسل، بابای بچه، رئیس‌های وحشتناک، شکارچیان سایه، پسر جهان را می‌کشد و آن: بخش دوم اشاره کرد.
از باشگاه‌هایی که در آن بازی کرده‌است می‌توان به تنسی تایتانز اشاره کرد.